# Fosse no 6 - 6 bis - 6 ter des mines de Bruay
La fosse no 6 - 6 bis - 6 ter dite Marmottan de la Compagnie des mines de Bruay est un ancien charbonnage du Bassin minier du Nord-Pas-de-Calais, situé à Haillicourt. Le puits no 6 bis est commencé le 5 avril 1909, et le puits no 6 le 9 septembre. La fosse commence à extraire en 1913. Le puits no 6 ter, initialement destiné à l'aérage, est ajouté à partir de 1915. De vastes cités sont bâties, ainsi que des écoles et une église.
La Compagnie des mines de Bruay est nationalisée en 1946, et intègre le Groupe de Bruay. À partir de 1951, la fosse est modernisée, le changement le plus visible consiste en l'ajout de deux grands chevalements à molettes superposées par-dessus les puits nos 6 bis et 6 ter. Les fosses nos 7 - 7 bis et 4 - 4 bis - 4 ter sont concentrées sur la fosse no 6 - 6 bis - 6 ter en 1954. Des lavoirs sont construits sur le carreau de fosse. La taille des terrils augmente rapidement.
La production commence à décroître à partir de 1973. Les dernières gaillettes remontent le 6 septembre 1979. Les puits sont remblayés en 1982. Les lavoirs ferment en 1987, et les installations et les chevalements sont détruits en 1988 et 1989.
Au début du XXIe siècle, Charbonnages de France matérialise les têtes des puits nos 6, 6 bis et 6 ter. La plupart des cités ont été rénovées, quelques maisons ont été détruites, les terrils nos 2, 3 et 7 sont devenus des sites de promenade. La cité de corons 16-3, son école, l'église Saint-Joseph, la cité de corons des Fleurs, ainsi que les terrils nos 2 et 3, ont été inscrits le 30 juin 2012 sur la liste du patrimoine mondial de l'Unesco.

## La fosse
Depuis la mise en service de la fosse no 5 - 5 bis à Divion en 1898, la Compagnie des mines de Bruay a décidé d'exploiter la partie de sa concession située sous Haillicourt. En ce sens, elle met en service en 1907 la fosse no 2 bis au nord de la commune, et commence deux ans plus tard l'établissement d'un siège double au sud de la commune. En 1907, la Compagnie commence également le fonçage du puits d'aérage no 4 ter à Houdain, qui devient à partir de 1919 le puits no 7 bis de la fosse no 7 - 7 bis.

### Fonçage

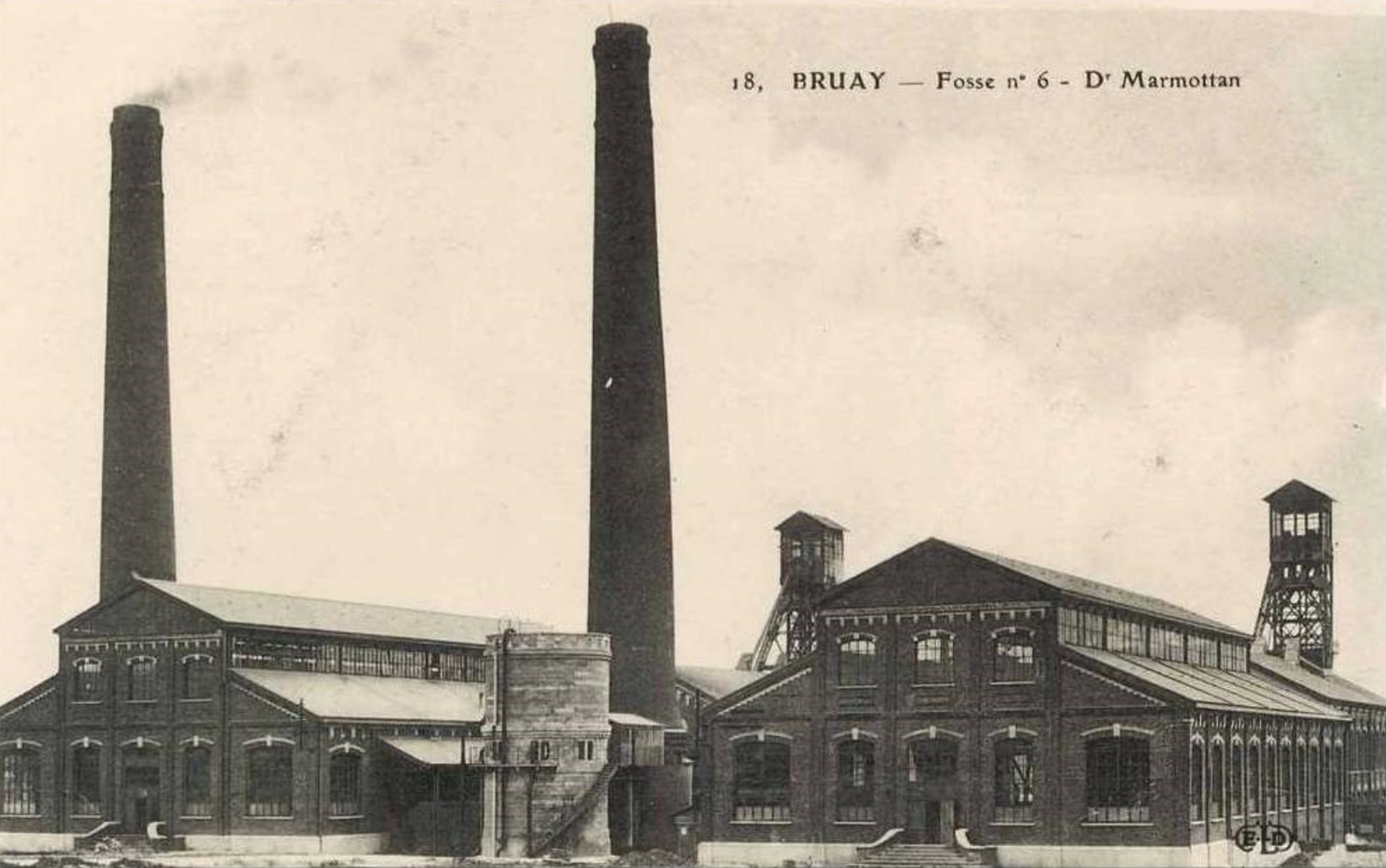
La fosse au début des années 1910.

Le puits no 6 bis est commencé le 5 avril 1909, et le puits no 6 le 9 septembre. L'orifice du puits no 6 est situé à l'altitude de 81 mètres, le terrain houiller a été atteint à la profondeur de 125 mètres. Le puits no 6 bis est situé cinquante mètres à l'ouest-sud-ouest du puits no 6.

### Exploitation
La fosse no 6 - 6 bis commence à extraire en 1913. Le puits no 6 ter, initialement destiné à l'aérage, est ajouté en 1915. Le puits no 6 ter est situé à cinquante mètres à l'est-nord-est du puits no 6, les trois puits sont parfaitement alignés, et la distance entre les puits extrêmes nos 6 bis et 6 ter est de cent mètres, avec le puits no 6 au milieu. Les trois puits ont un diamètre de 5,30 mètres. Le puits no 6 bis est approfondi de 591 à 706 mètres en 1938.
La Compagnie des mines de Bruay est nationalisée en 1946, et intègre le Groupe de Bruay.

### Bombardement du 28 septembre 1940
Le 28 septembre 1940, vers 18h, un avion allemand de retour de mission, lâche 5 bombes sur le carreau de la fosse.
Cette action crée un coup de poussières dans les installations de surface du siège faisant 34 morts et 16 blessés.

### Siège de concentration
Cinq ans plus tard, les travaux de modernisation commencent. La fosse est appelée à devenir un grand siège de concentration. Le puits no 6 ter est doté d'un chevalement à molettes superposées d'une hauteur de 58 mètres, et une salle des machines est bâtie. Jusqu'alors, il était destiné à l'aérage, et ne possédait pas de chevalement. La machine d'extraction à poulie Koepe génère 4 250 chevaux, et le puits est équipé de deux skips. Le chevalement du puits no 6 est retiré, et remplacé par une installation permettant la visite du puits, et des ventilateurs de type Rateau. Celui-ci va désormais assurer l'aérage. Quant au puits no 6 bis, il est équipé d'un chevalement à molettes superposée, moins haut que celui du 6 ter, d'une recette au sol, et d'une machine d'extraction à poulie Koepe de 4 250 chevaux. Le puits est équipé de deux cages à plateau pouvant contenir des berlines de 3 000 litres. Celles-ci lui permettent de remonter les terres et une partie de la production.
Un éboulement intervient le 13 mars 1957 dans le puits no 6 bis à la profondeur de 851 mètres, et cause la mort de deux mineurs. La fosse no 7 - 7 bis, sise à 1 160 mètres à l'ouest-sud-ouest, est concentrée sur la fosse no 6 - 6 bis - 6 ter en 1954, la même année que la fosse no 4 - 4 bis - 4 ter, sise à 1 980 mètres au nord-ouest. Les puits nos 4 et 4 bis sont respectivement remblayés en 1955 et 1958. Charles de Gaulle descend dans la fosse le 25 septembre 1960. Un lavoir supplémentaire est mis en service en 1967. Cette année-là, la fosse no 7 - 7 bis est reliée à la concentration par l'étage d'exploitation de 851 mètres. La totalité de la production remonte par le puits no 6 ter. Le puits no 4 ter, conservé pour la descente des mineurs, ferme en 1970 et est remblayé deux ans plus tard. Un nouvel accrochage situé à la profondeur de 1 000 mètres est mis en service en 1971 au puits no 6 bis, et deux ans plus tard au puits no 6.
La production commence à décroître à partir de 1973, date à laquelle le puits no 7 bis est remblayé. Les dernières gaillettes remontent le 6 septembre 1979. Ceci entraîne également la fermeture du puits no 7. Des essais de gazéification souterraine du charbon sont effectués à l'étage d'exploitation de mille mètres à la fin de l'année 1979.
Les puits nos 6, 6 bis et 6 ter, respectivement profonds de 1 076, 1 040 et 1 050 mètres, sont remblayés en 1982. Les lavoirs ferment en 1987. Les chevalements, les installations et les lavoirs sont détruits en 1988 et 1989.

### Reconversion
Au début du XXIe siècle, Charbonnages de France matérialise la tête de puits. Le BRGM y effectue des inspections chaque année. Les seuls vestiges de la fosses sont les bureaux et la lampisterie.

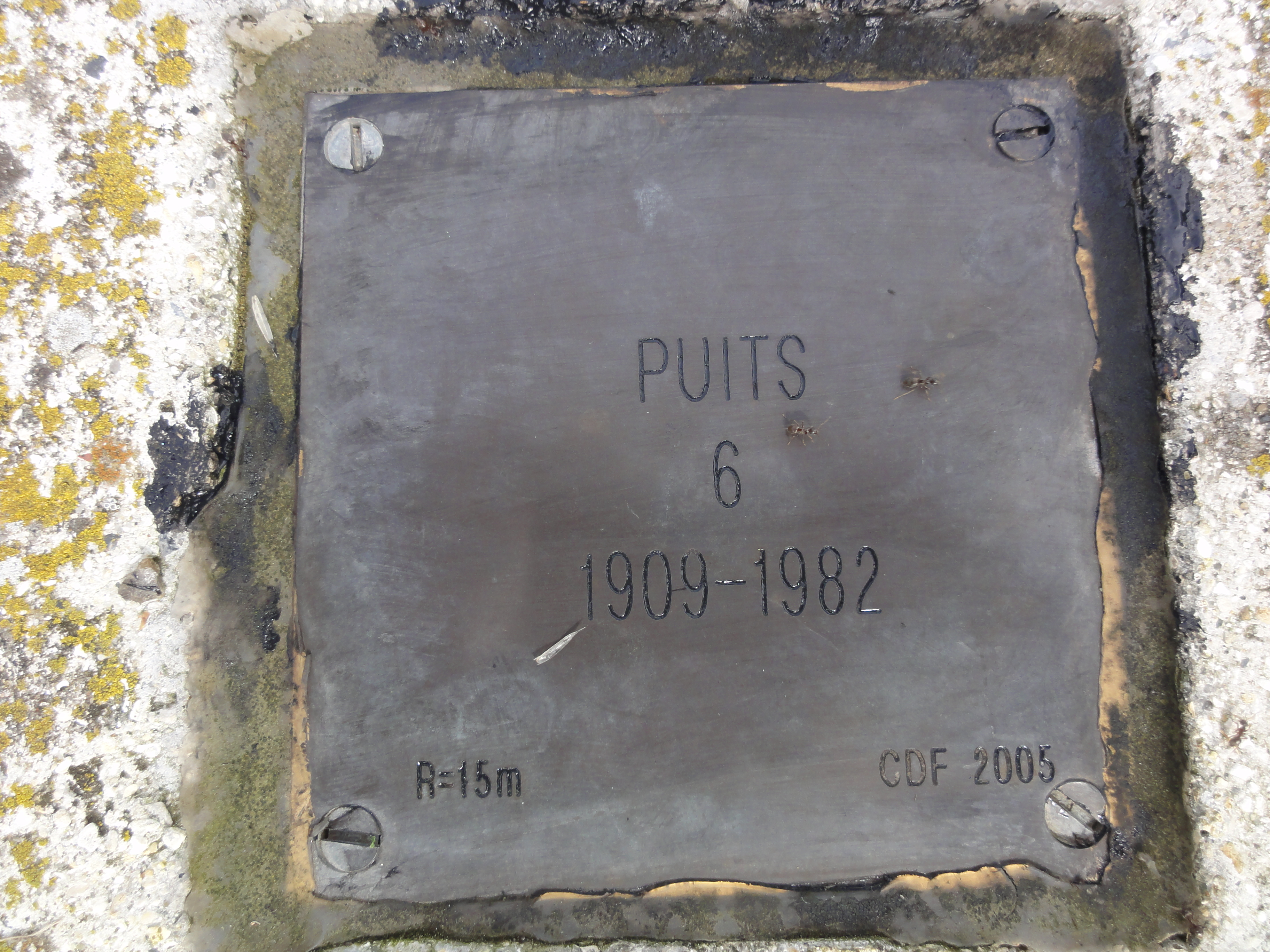
Puits no 6, 1909 - 1982.
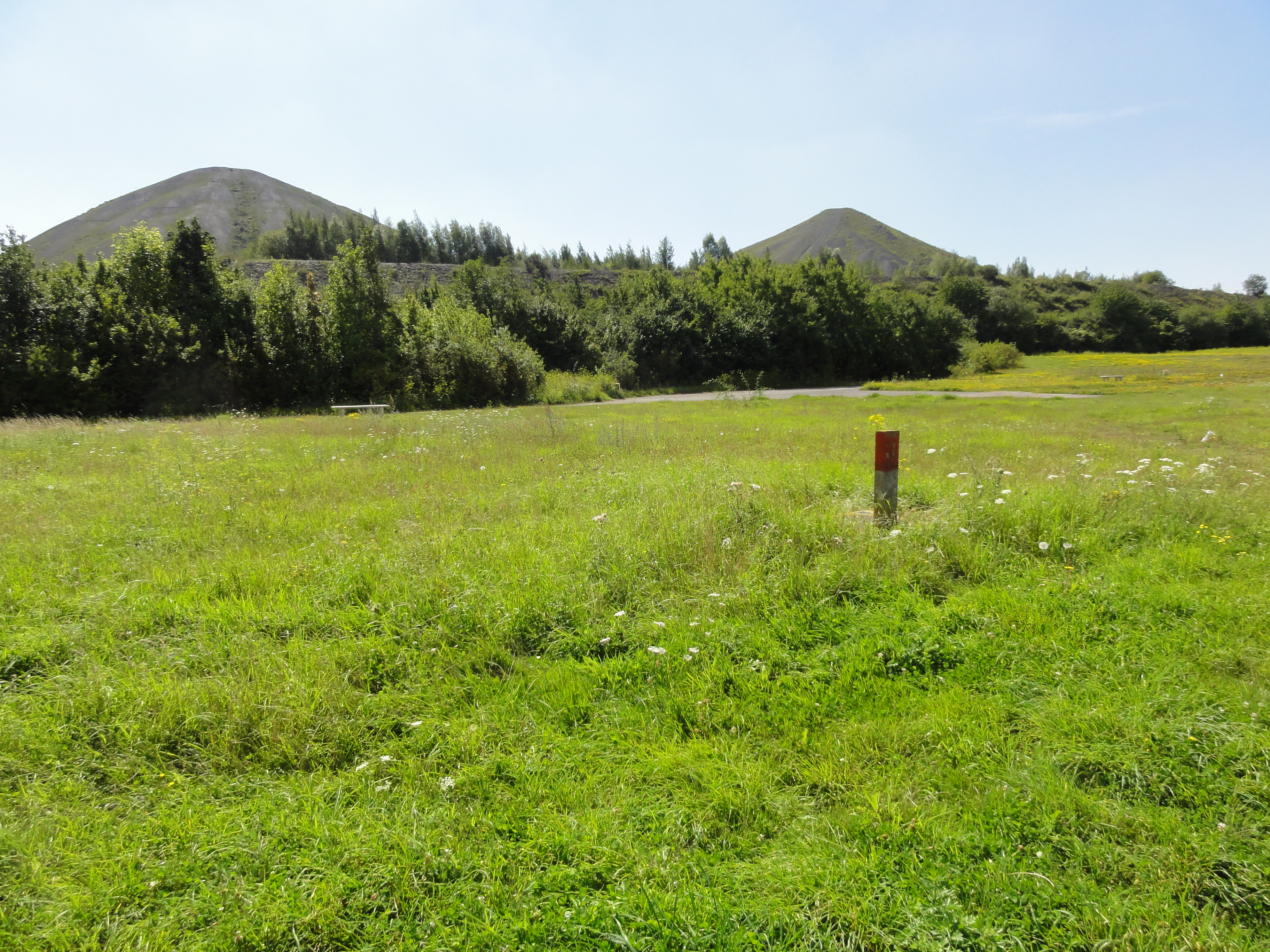
Tête de puits matérialisée no 6.
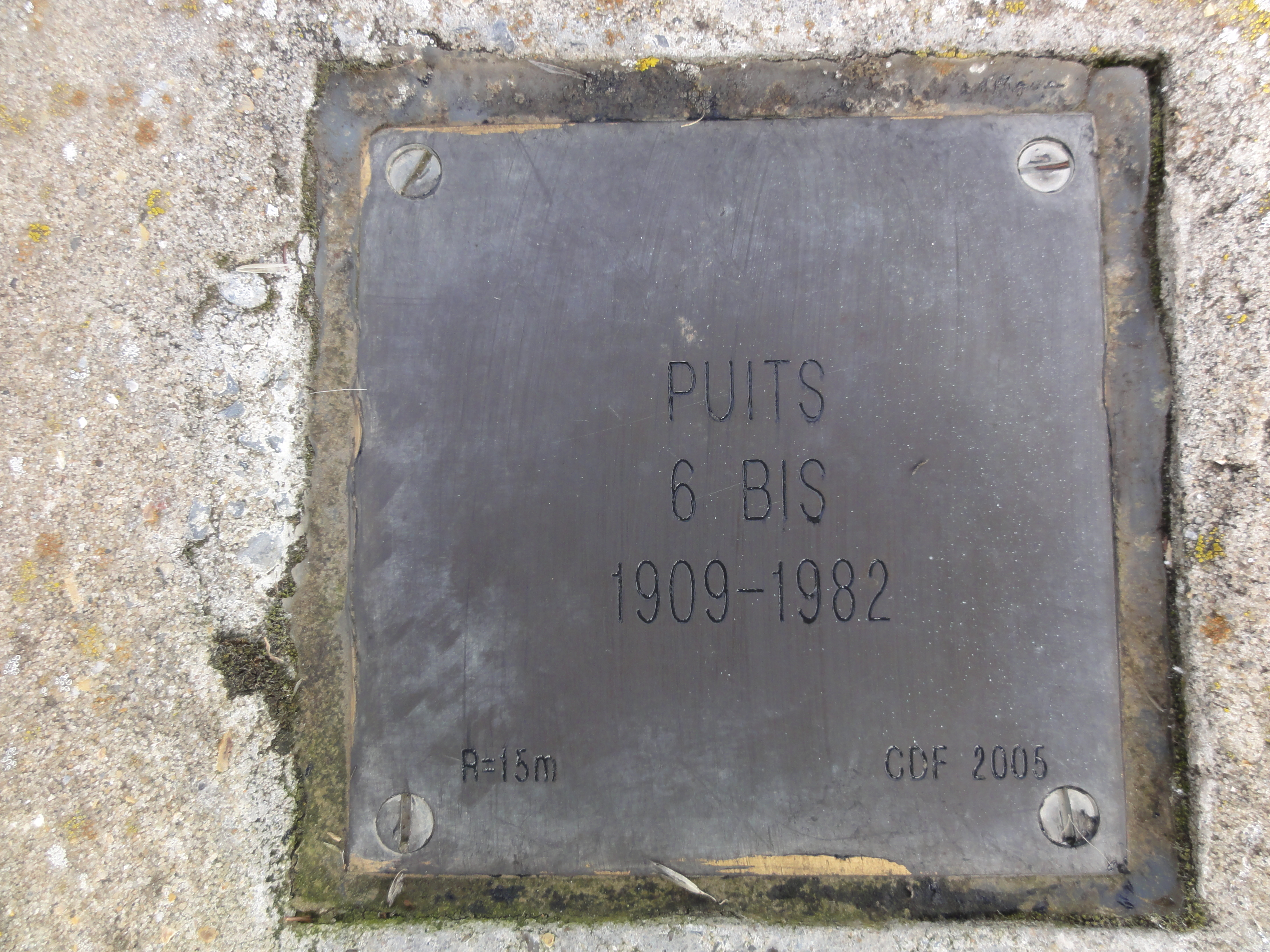
Puits no 6 bis, 1909 - 1982.
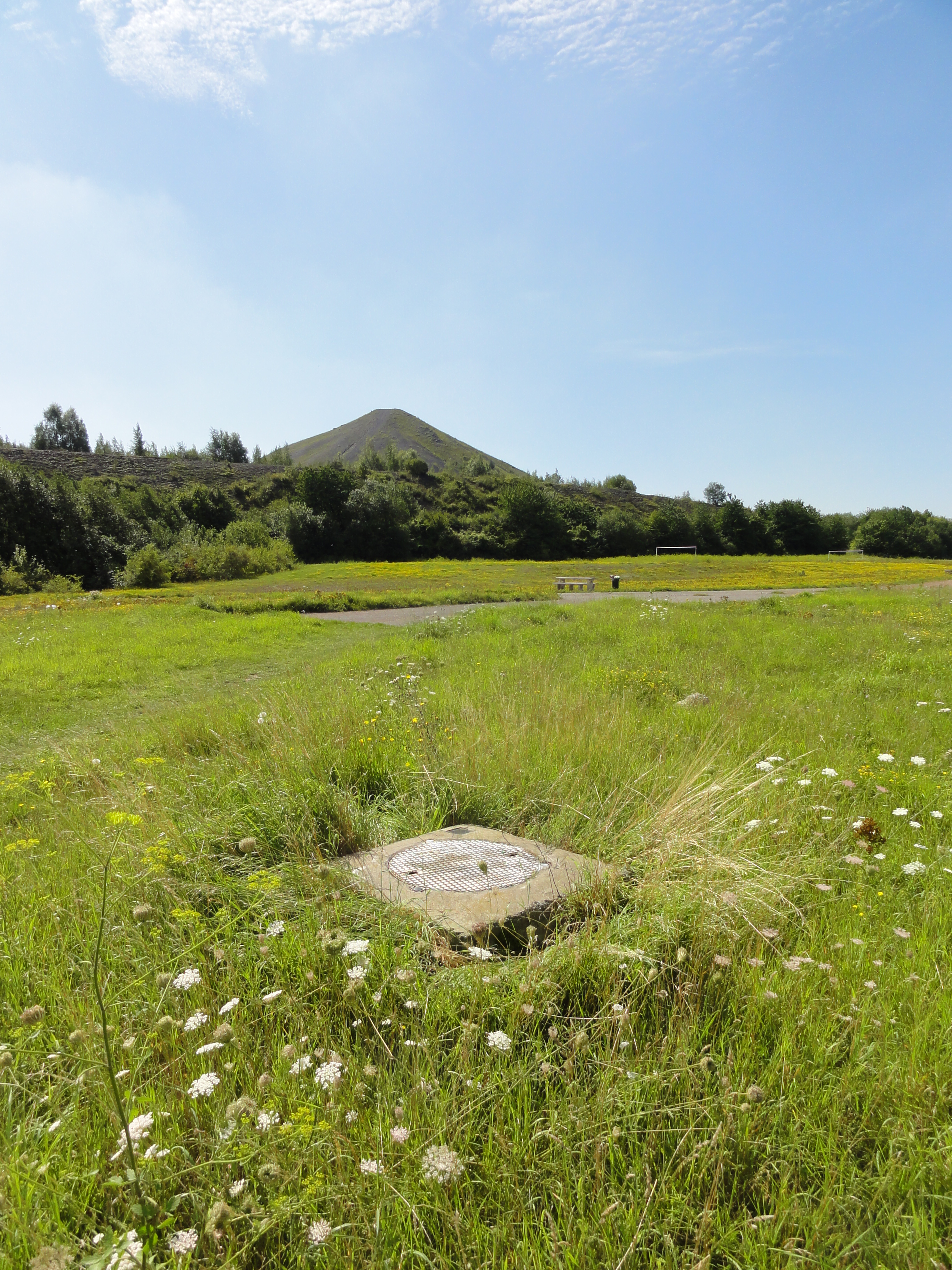
Tête de puits matérialisée no 6 bis.
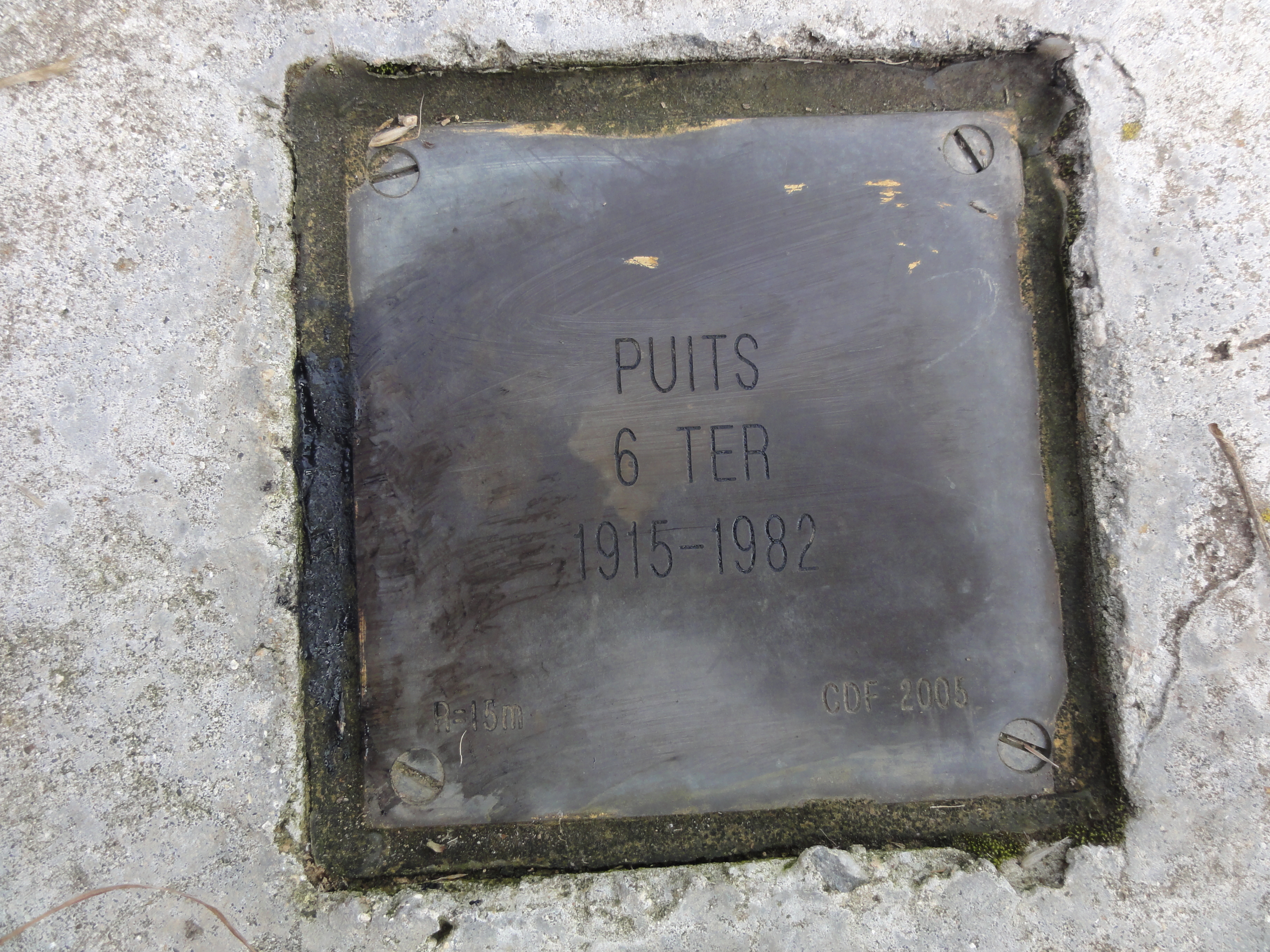
Puits no 6 ter, 1915 - 1982.
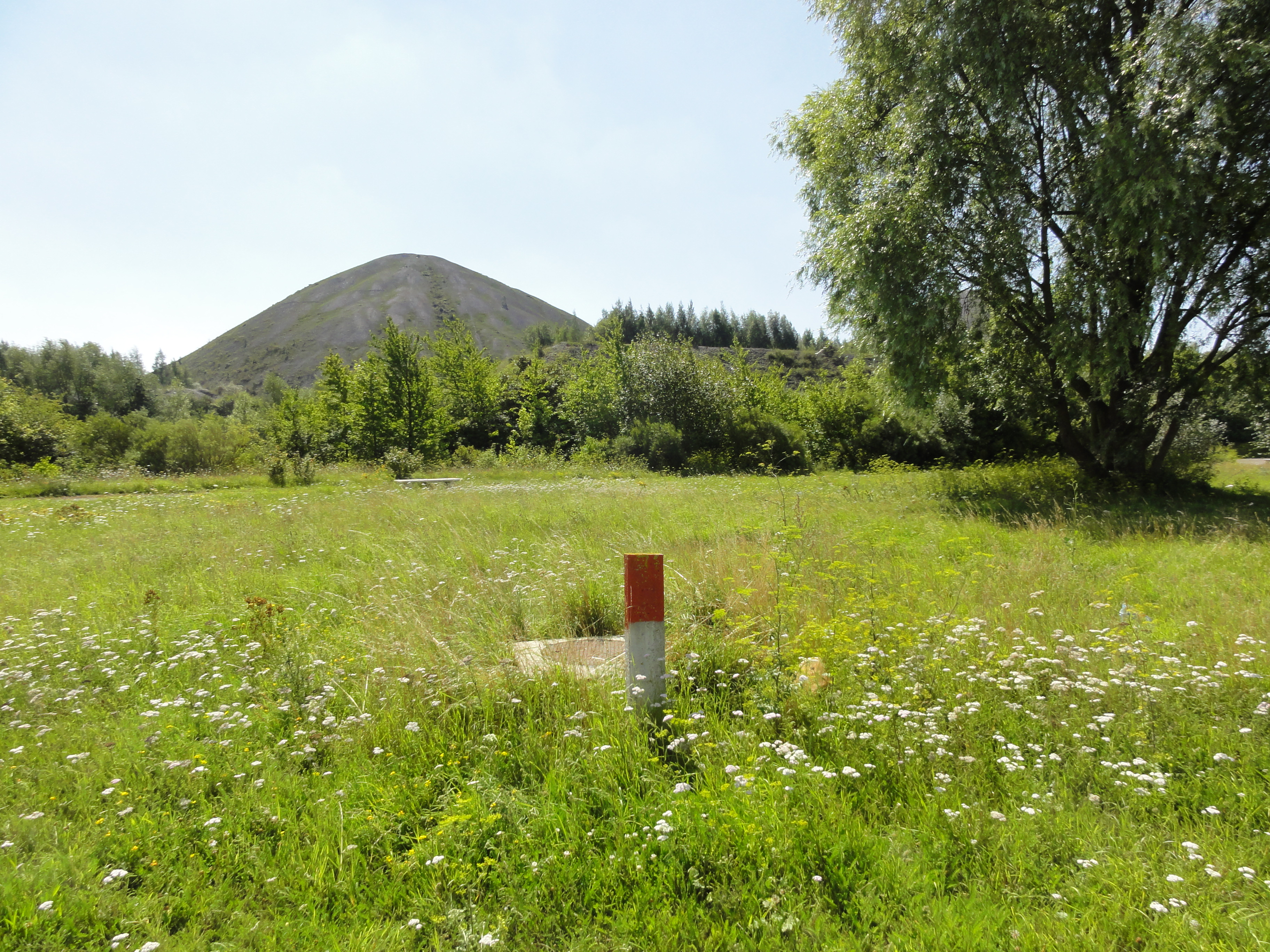
Tête de puits matérialisée no 6 ter.

## Les terrils
Trois terrils résultent de l'exploitation de la fosse no 6 - 6 bis - 6 ter. Les terrils nos 2 et 3 font partie des 353 éléments répartis sur 109 sites qui ont été classés le 30 juin 2012 au patrimoine mondial de l'Unesco. Ils constituent le site no 100.

### Terrilno2, 6 de Bruay Est

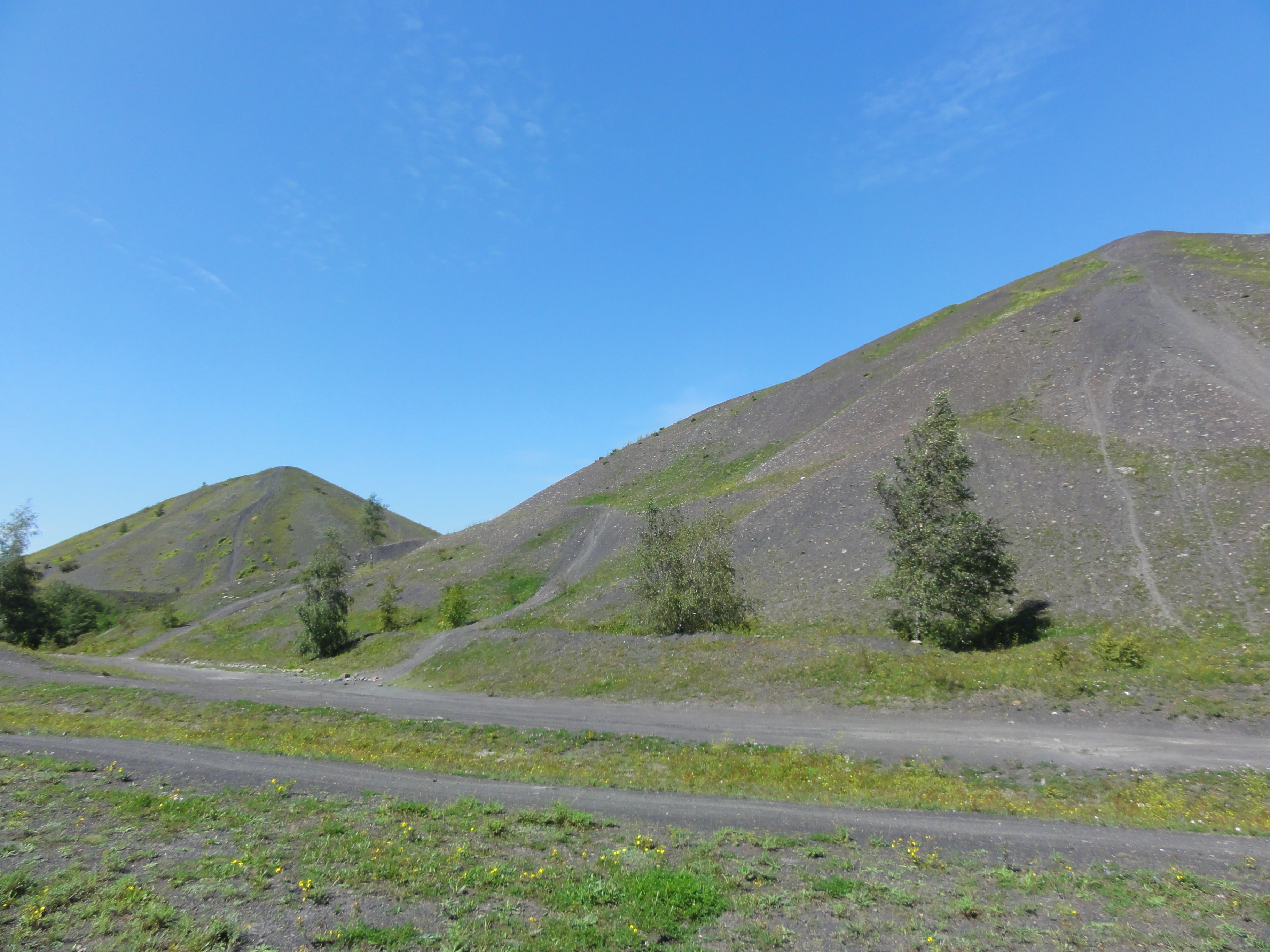
Le terril 6 de Bruay Est au premier plan.

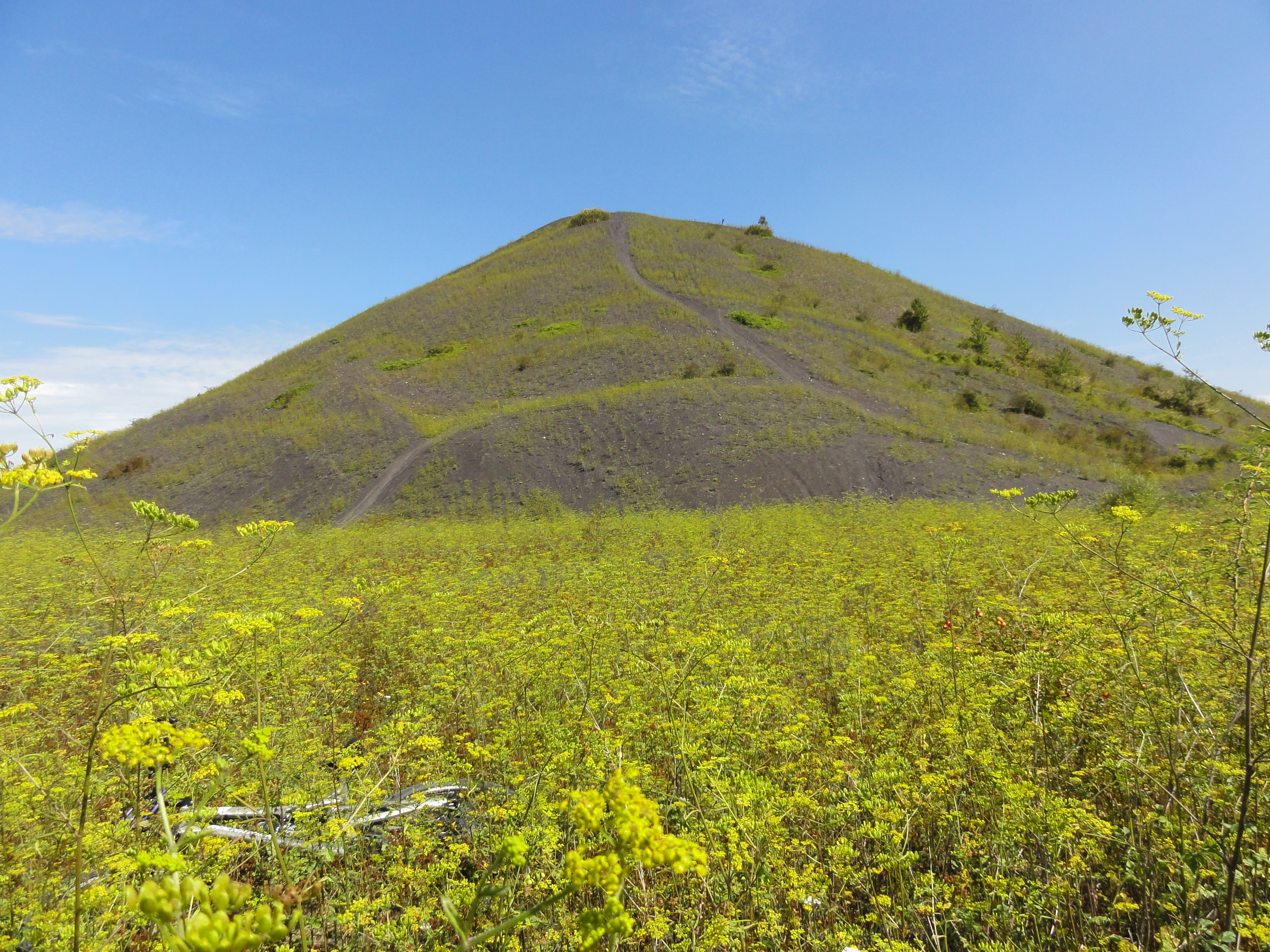
Le terril 6 de Bruay Ouest.

50° 27′ 38″ N, 2° 34′ 12″ E
Le terril no 2, 6 de Bruay Est, situé à Ruitz et Maisnil-lès-Ruitz, est l'un des deux terrils coniques de la fosse no 6 - 6 bis - 6 ter, sise à Haillicourt, et un de ses trois terrils. Il n'a jamais été exploité, et figure parmi les terrils les plus connus du bassin minier.

### Terrilno3, 6 de Bruay Ouest
50° 27′ 34″ N, 2° 33′ 56″ E
Le terril no 3, 6 de Bruay Ouest, situé à Ruitz et Maisnil-lès-Ruitz, est l'un des deux terrils coniques de la fosse no 6 - 6 bis - 6 ter. Il n'a jamais été exploité, et figure parmi les terrils les plus connus du bassin minier.

### Terrilno7, 6 de Bruay (décharge)

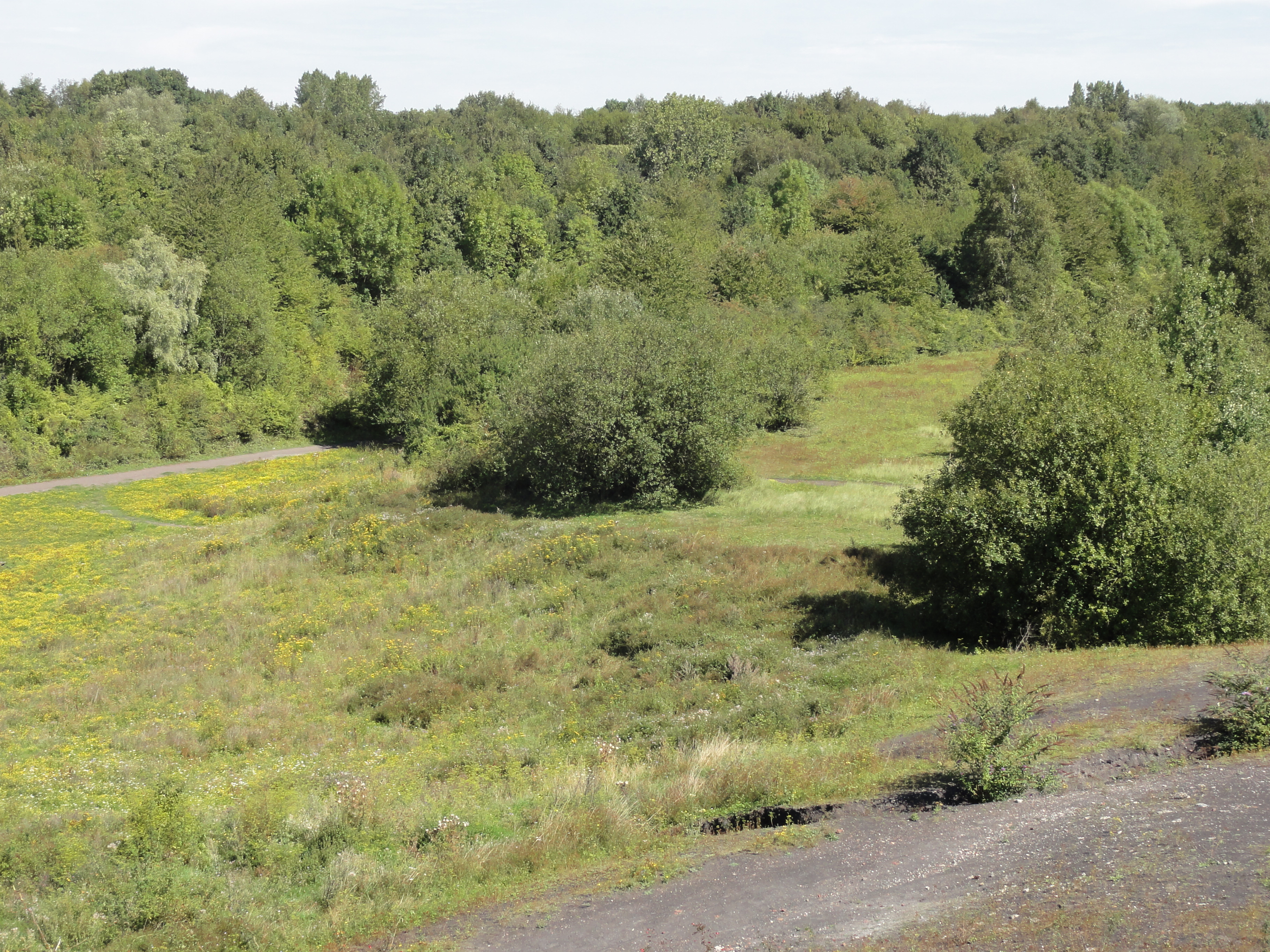
Le terril 6 de Bruay (décharge).

50° 28′ 06″ N, 2° 34′ 31″ E
Le terril no 7, 6 de Bruay (décharge), situé à Haillicourt, est terril plat, très étendu, et entièrement boisé.

## Les cités
Des cités ont été bâties par la Compagnie des mines de Bruay à proximité de la fosse, à Haillicourt et à Bruay-la-Buissière. La cité de corons 16-3, son école, l'église Saint-Joseph, et la cité de corons des Fleurs, font partie des 353 éléments répartis sur 109 sites qui ont été classés le 30 juin 2012 au patrimoine mondial de l'Unesco. Elles constituent en partie le site no 97.

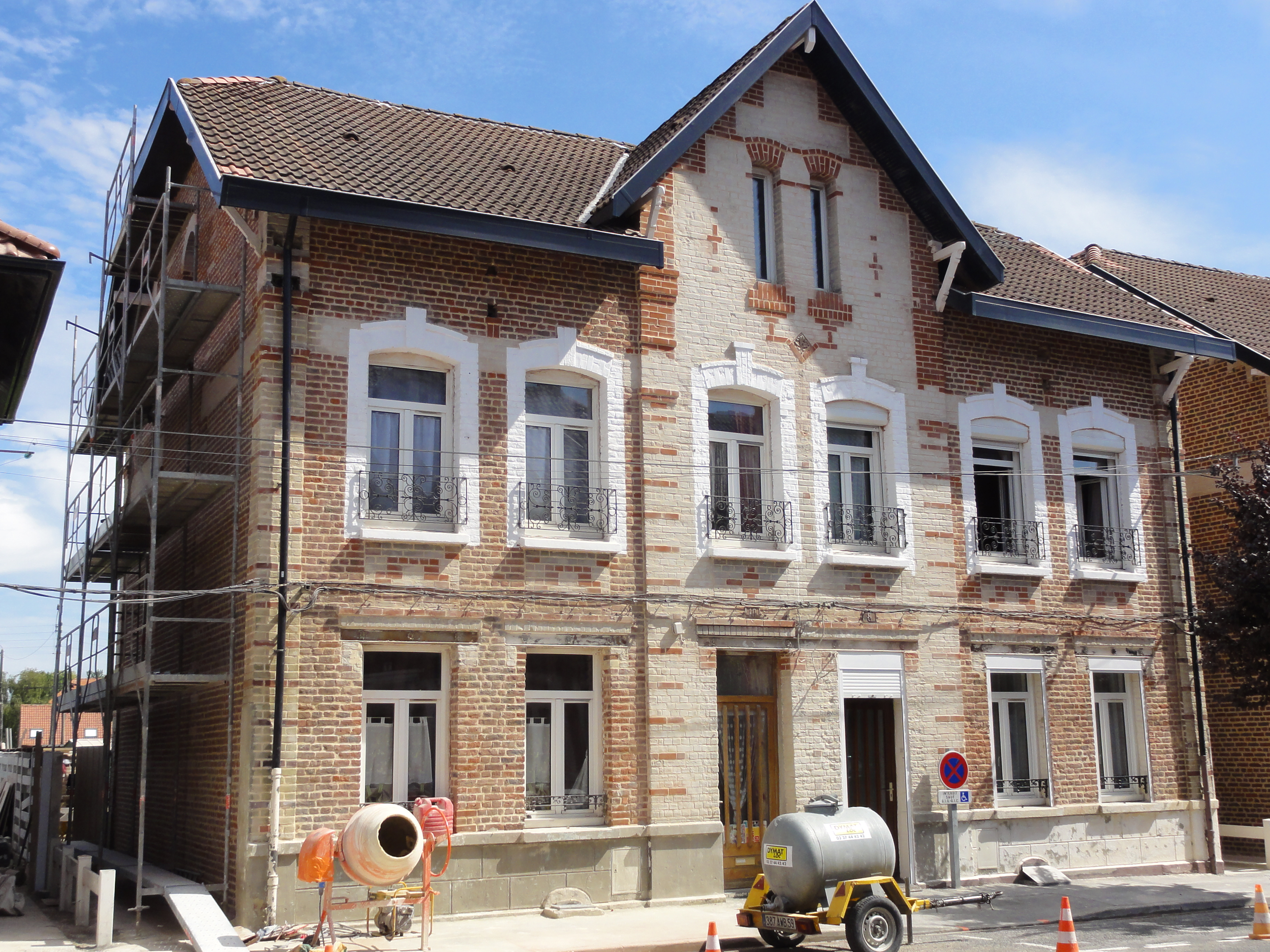
Habitations proches de la fosse.
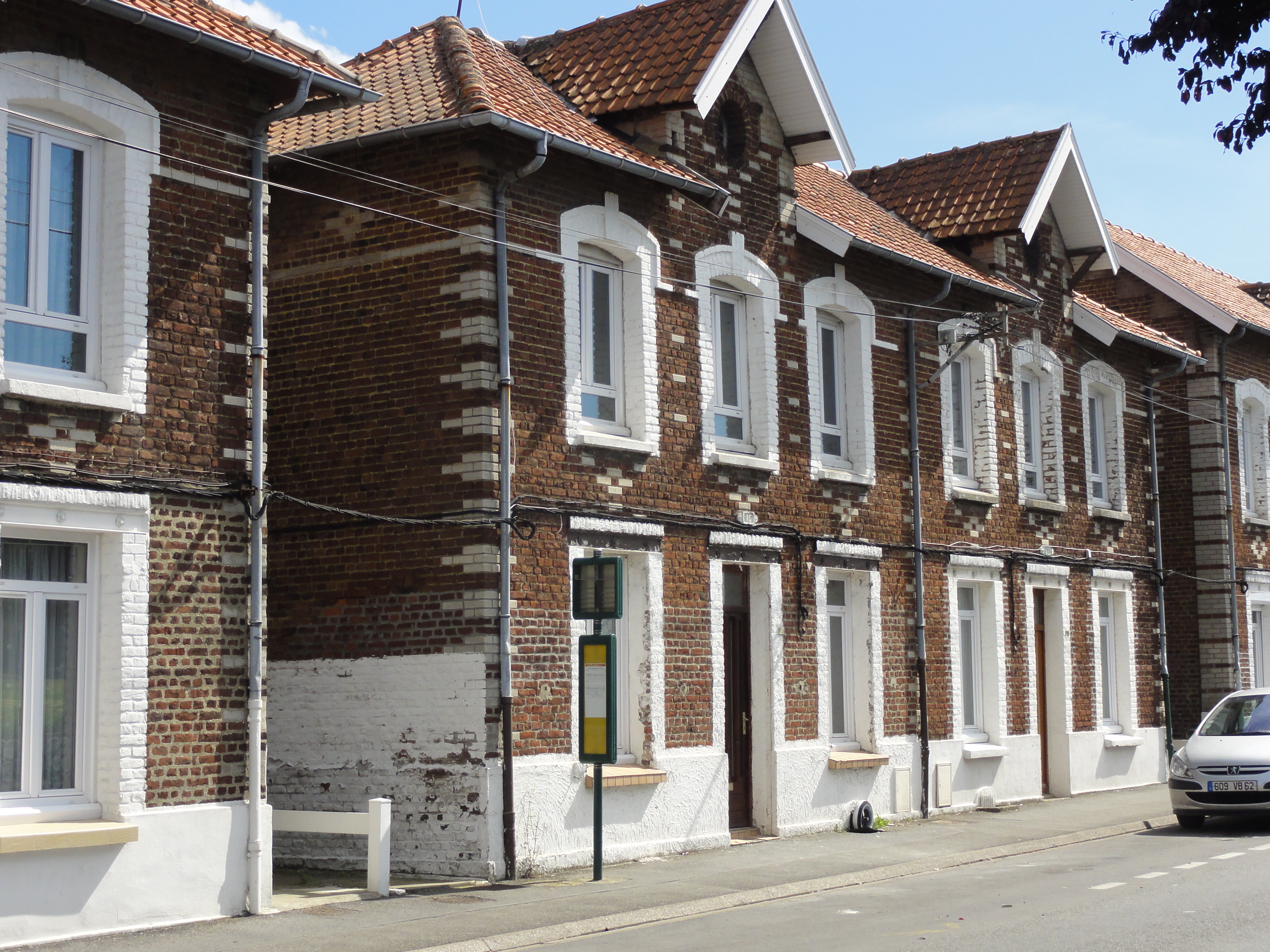
Habitations groupées par deux.
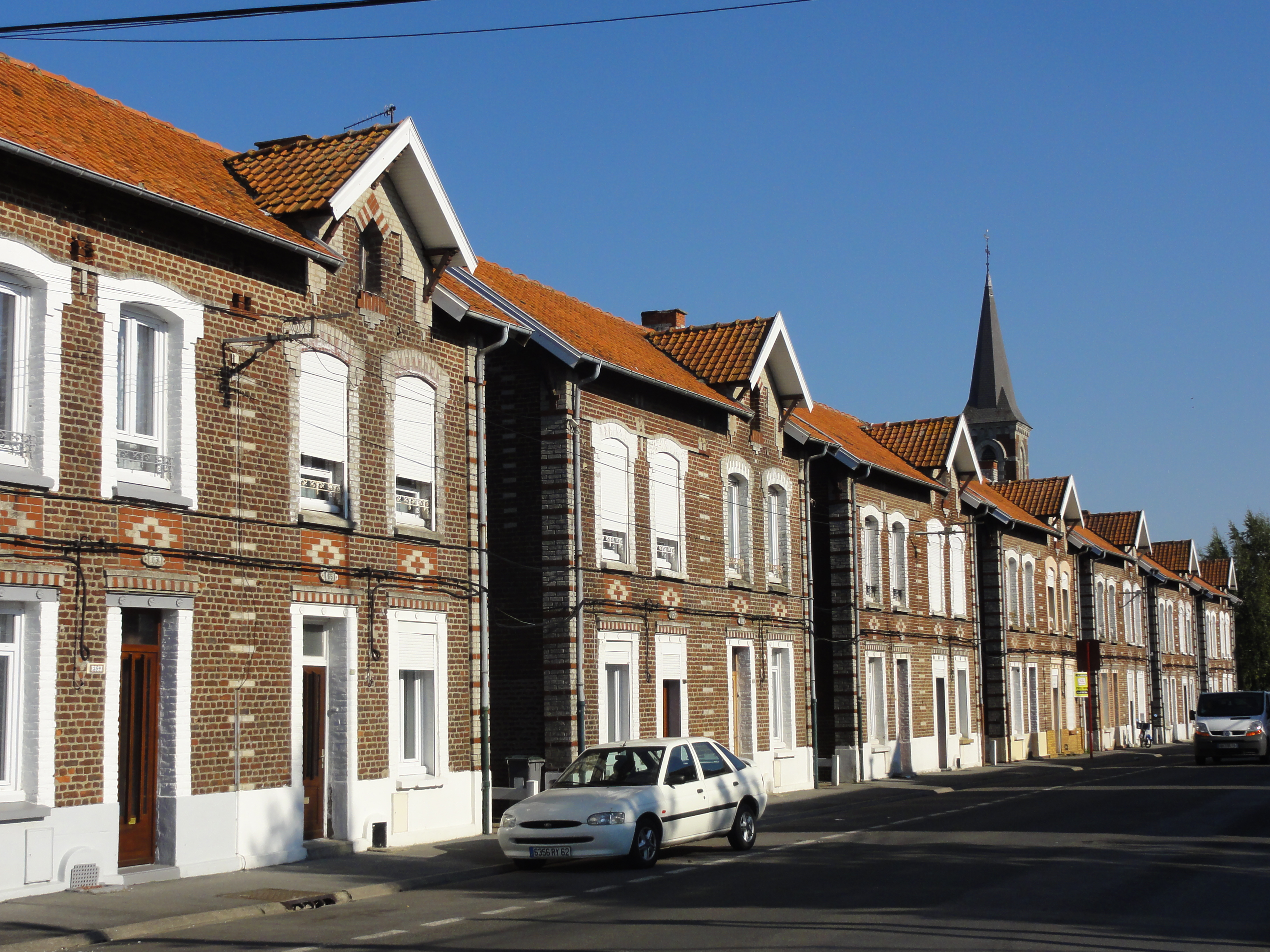
Habitations groupées par deux.
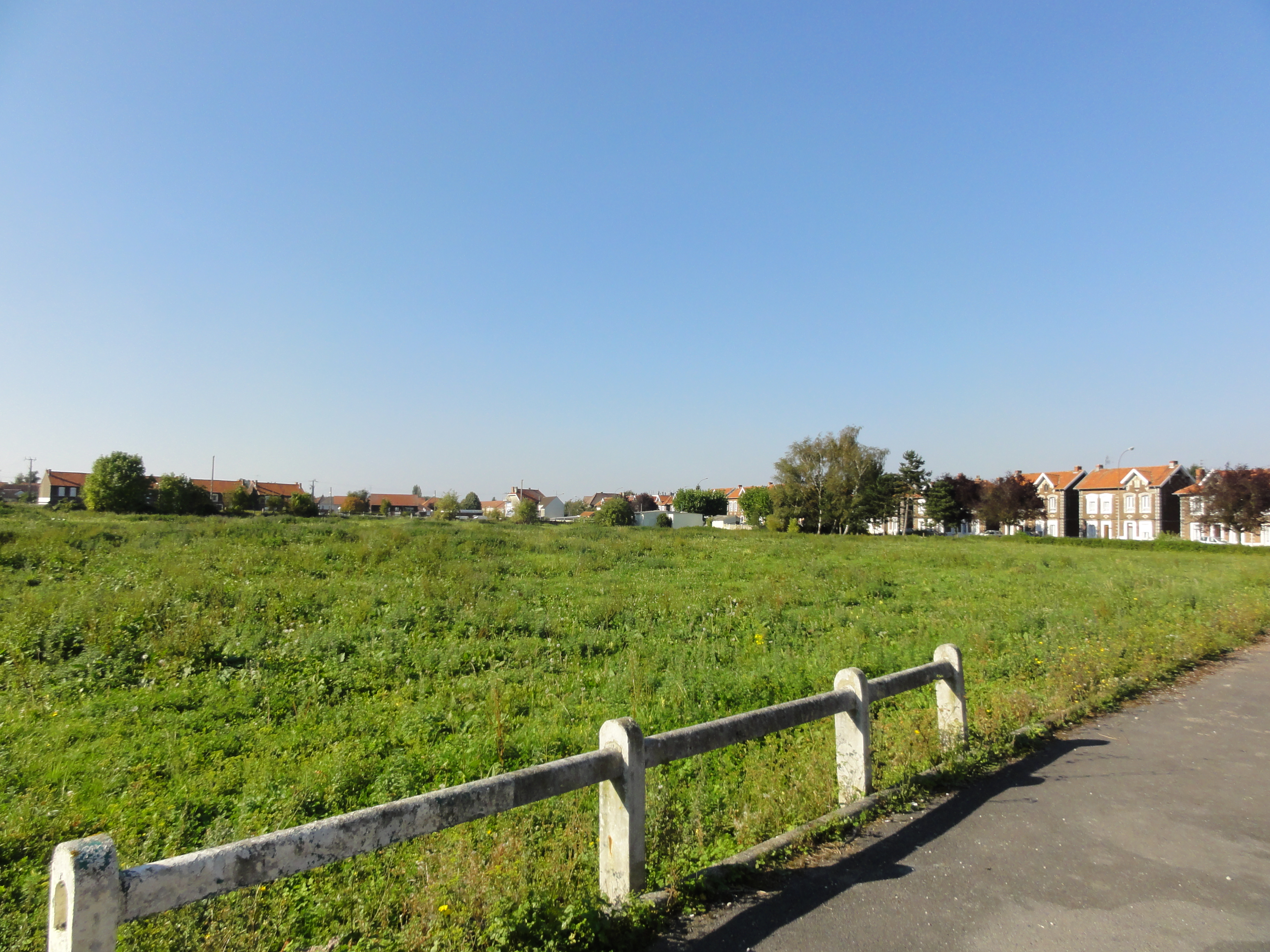
Site où deux corons longs de 142 mètres ont été détruits.
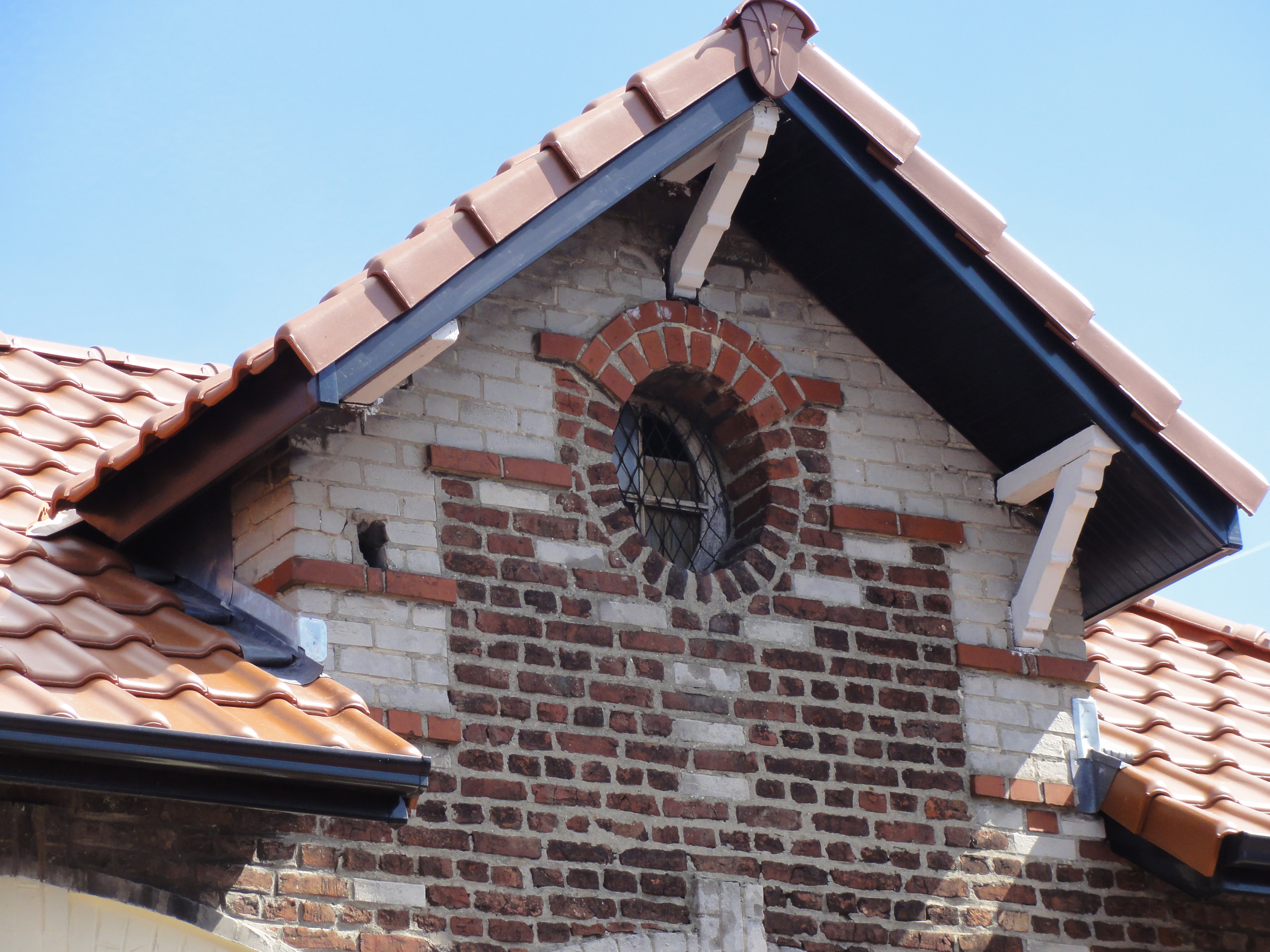
Détail d'une toiture.
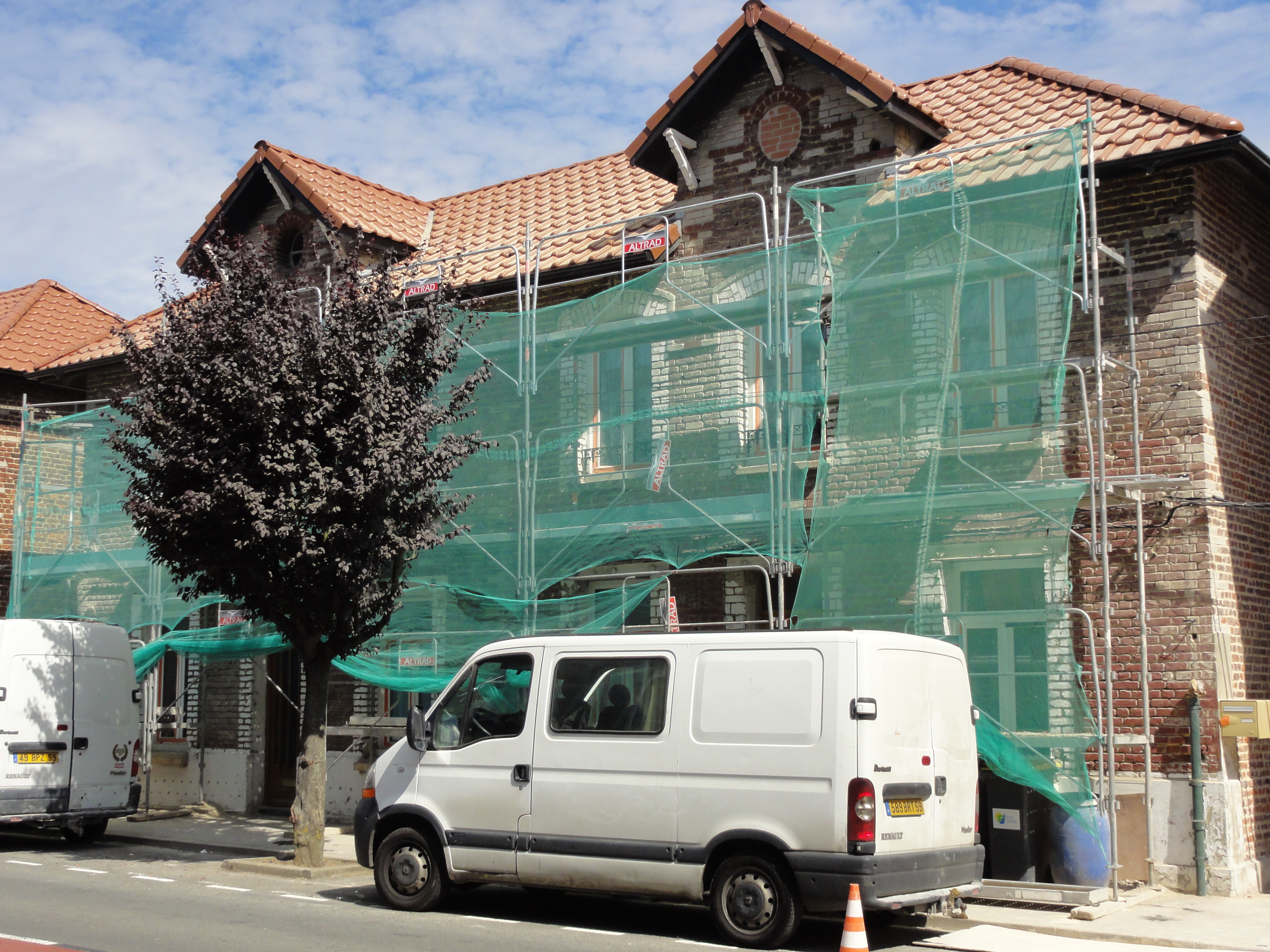
Habitations en cours de rénovation.

### Les écoles

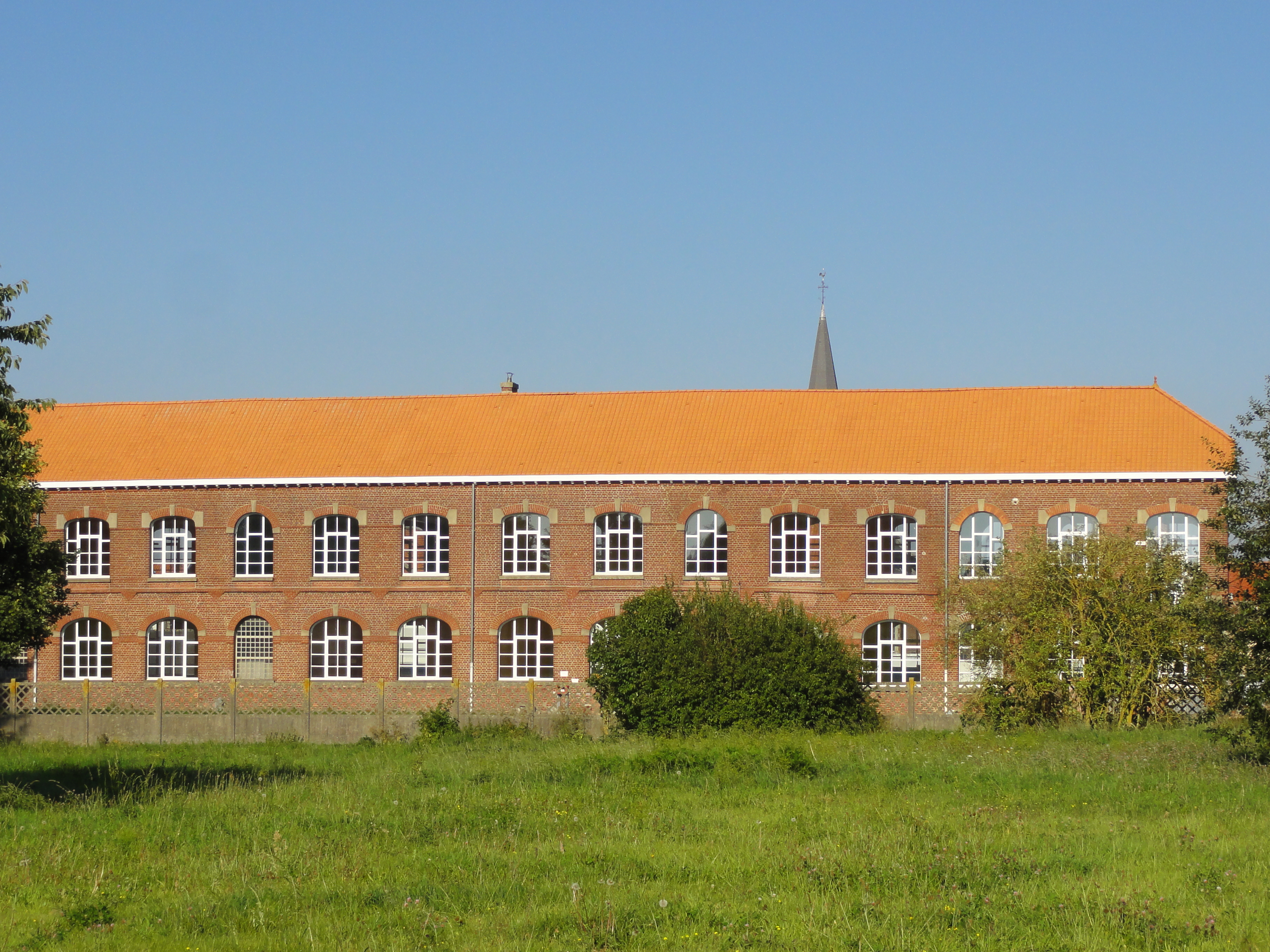
Les écoles.

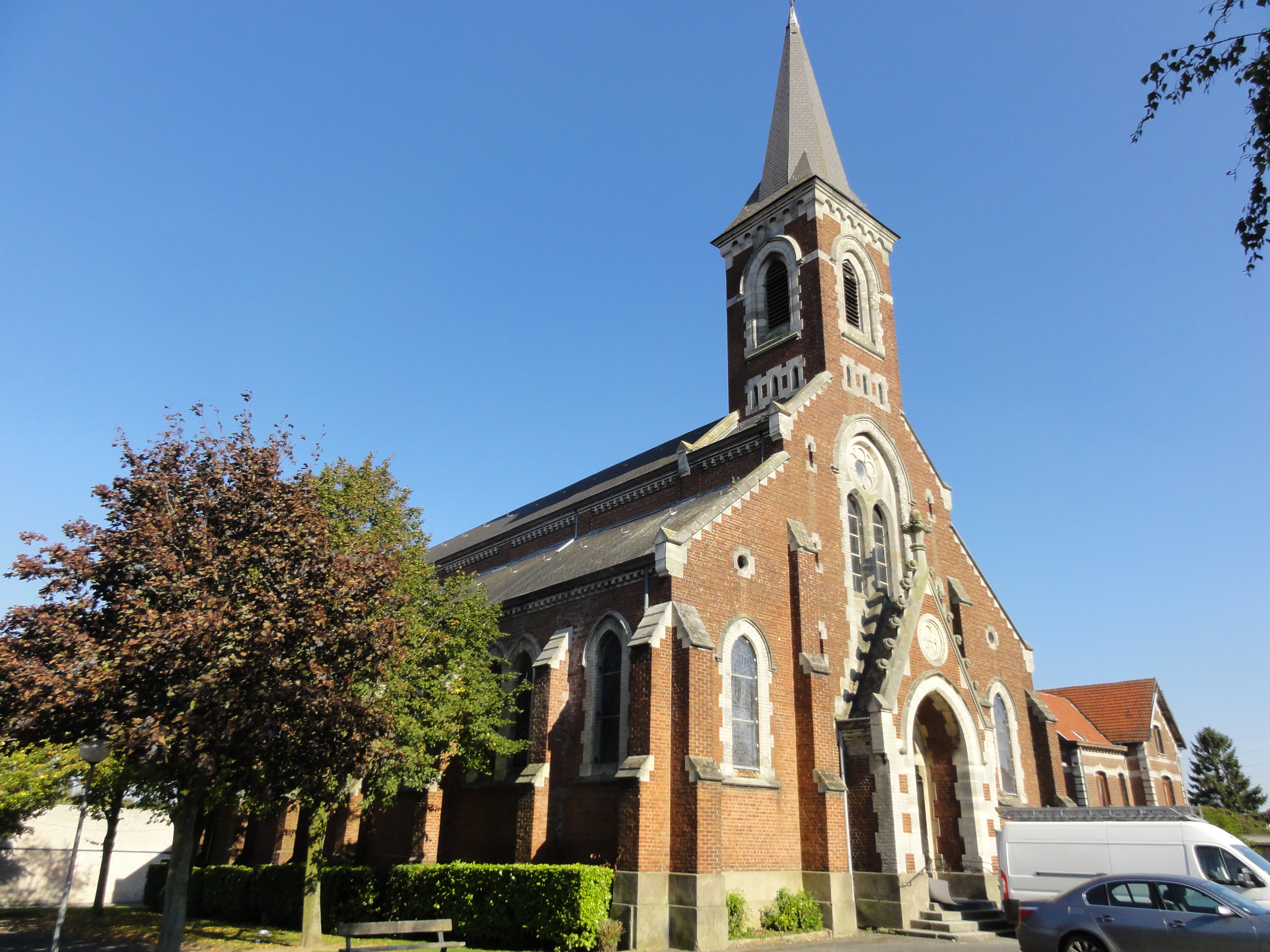
L'église.

50° 28′ 07″ N, 2° 33′ 30″ E
Des écoles ont été construites le long de l'axe reliant la fosse no 4 - 4 bis - 4 ter à la fosse no 6 - 6 bis - 6 ter.

### L'église
50° 28′ 10″ N, 2° 33′ 33″ E
L'église Saint-Joseph a été construite entre 1913 et 1922, à Bruay-la-Buissière, près des limites avec Haillicourt.